# La Classe (émission de télévision)
Pour les articles homonymes, voir La Classe.
La Classe est une émission de télévision française créée par Guy Lux. Émission de divertissement humoristique conçue pour succéder aux Jeux de 20 heures, elle est présentée par l'animateur Fabrice et diffusée, chaque jour de la semaine de 20 h à 20 h 30 sur FR3 puis France 3, de 1987 à 1994.
L'émission revient pour l'été 2005 sur la même chaîne, avec comme présentateur François Rollin, du 2 juillet au 24 septembre 2005.
À l'origine, l'émission devait s'appeler Chahut-Bahut, avant qu'« une chaîne concurrente » n'ait déposé ce nom pour une série. Durant la saison 1993-1994, l'émission est rebaptisée La Grande Classe.
Plusieurs moutures de La Classe ont existé antérieurement sur Antenne 2 : d'abord en 1977 au cours de l'émission Interneige (animée par Guy Lux et Simone Garnier), et en 1978 dans Top Club, deux émissions de Guy Lux.

## Principe de l'émission
Dans un décor d'une salle de classe, le professeur Fabrice convoquait à l'estrade ses élèves humoristes, qui jouaient d'émulation pour présenter leurs sketches et remporter la meilleure note. 

## Production
Coproduite par Télé Union et GL Productions, l'émission a été principalement réalisée par Georges Barrier et Daniel Langer.

## Audiences
Durant la période d'animation par Fabrice, l'émission réalise une audience significative d'environ 25% dans son créneau horaire, de 20 h à 20 h 30. Avec la transition de FR3 vers France 3, l'émission parvient à rassembler encore davantage de téléspectateurs. 
Néanmoins, à la suite d'une chute d'audience durant la dernière saison (12 % de parts de marché), l'émission est arrêtée le 11 février 1994.
L'émission fait son retour provisoire à l'été 2005, présentée par François Rollin. Prévue pour être à nouveau quotidienne son succès relatif ne la maintient que durant une seule saison.
| Chaîne    | Programme                                       | Type           | Audience  | Part de marché |
| --------- | ----------------------------------------------- | -------------- | --------- | -------------- |
| TF1       | Attention, une femme peut en cacher une autre ! | Film           | 8 946 000 | 40,0 %         |
| Antenne 2 | Frontière du crime                              | Fiction        | 5 467 000 | 22,0 %         |
| FR3       | La Classe : Le carnaval de la Classe            | Divertissement | 6 610 100 | 25,4 %         |
| La Cinq   | Flics de choc                                   | Film           | 2 982 000 | 12,0 %         |
| M6        | Les Disparus du lac                             | Téléfilm       | 1 491 000 | 5,0 %          |

## Participants
Cette émission a permis à de nombreux humoristes actuels de faire leurs classes et de se faire connaître du public alors qu'ils débutaient. Parmi les participants, on peut citer :
- Jean-Claude Abadie
- Patrick Adler
- Aimable (accordéoniste)
- Jean-Marie Arrus
- Pierre Aucaigne
- Maurice Barthélémy
- André Bézu, dit « Bézu »[b]
- Jean-Marie Bigard — il écrivait ses premiers sketchs avec Laurent Baffie et Franck Godard
- Jean-Louis Blèze, dit « Blèze »
- Michel Bonnet (comique, souvent à l'époque avec Jean-Jacques Devaux ou en trio avec Patrick Zard)
- Christiane Bopp
- André Bourdeau
- Pascal Brunner (imitateur)
- Florence Brunold
- Yvan Burger — déjà remarqué dans Le Théâtre de Bouvard
- Ariane Carletti
- El Chato
- Les Frères Cherer (Pierre-Jean Cherer et Denis Cherer)
- Clovis (musicien bricoleur)
- François Corbier
- Cuche et Barbezat
- Myriam Daujat
- Jean Dell
- Jean-François Dérec — déjà remarqué dans Le Petit Théâtre de Bouvard
- Jean-Jacques Devaux
- Emmanuel Donzella
- Fifi
- Sophie Forte
- Gauthier Fourcade
- Garcimore (magicien)
- Franck Godard
- Alain Goison
- Guy Grosso
- Didier Gustin (imitateur)
- Marc Herman
- Élie Kakou — dénommé « Gargamel » à ses débuts dans l'émission
- Chantal Ladesou
- Vincent Lagaf'
- Michèle Laroque
- Myriam
- Guy Lecluyse
- Olivier Lejeune
- Virginie Lemoine
- Thierry Liagre
- Jean-Hugues Lime — déjà remarqué dans Le Petit Théâtre de Bouvard
- Serge Llado — déjà remarqué dans Le Petit Théâtre de Bouvard
- Bernard Mabille
- Patrice Melennec
- Patrik Cottet-Moine (dans le duo « Lepetit Legrand »)
- Marc Métral (ventriloque)
- Line Michel (de la Compagnie du Préau) : quelques apparitions en tant que personnage de Carmen Cru, de la bande dessinée de Lelong
- Michel Modo
- Muriel Montossey
- Jean Mourière
- Christian Mousset
- Michel Muller
- Pierre Palmade
- Gustave Parking
- José Paul
- Pierre Péchin
- Patrick Peralta
- Les Pestes
- Jean-Claude Poirot (imitateur)
- Jean-Marc Pompougnac, dit « Pompon »
- Michel Pruvot (accordéoniste)
- Serge Riaboukine
- Muriel Robin — déjà remarquée dans Le Petit Théâtre de Bouvard
- Anne Roumanoff
- Laurent Ruquier
- François Silvant
- Richard Taxy — déjà remarqué dans Le Petit Théâtre de Bouvard
- Tex
- Éric Thomas
- Serge Trinquecoste, dit « Timbre-Poste »
- André Valardy
- Les Vamps — dénommées « Les voisines » à leurs débuts dans l’émission
- Jean-Jacques Vanier
- Pierre Veys
- Christine Waller (imitatrice)
- Cécilia Word
- Patrick Zard
- Georges Gali, dit « Stéphane » (magicien)
- Jean-Jacques de Launay

Dans quelques émissions, un ou des invités souvent issus du monde humoristique étaient présents aux côtés des élèves, ou le plus souvent de Fabrice ; on peut citer : Micheline Dax, Jacques Capelovicci (dit Maître Capello), Jean-Marie Proslier, Roger Pierre, Jean-Marc Thibault, Rosy Varte, Patrick Sébastien, etc.
En fin d'émission, il y avait toujours une séquence musicale, quelquefois exploitée par les élèves : El Chato, Pompom, Bézu, Lagaf', etc., mais le plus souvent par un chanteur ou un groupe de variété faisant sa promotion ; par exemple : Mylène Farmer, Kazero, Les Négresses Vertes, Black Box, Joëlle Ursull, Maurane, Kassav', Confetti's, Simon et les modanais, Marcel Dadi, Kim Wilde, Soldat Louis, Vanessa Paradis, etc.